# Авратинська сільська рада (Любарський район)
Авратинська сільська рада — колишня адміністративно-територіальна одиниця та орган місцевого самоврядування у Любарському і Дзержинському районах Житомирської і Бердичівської округ, Вінницької і Житомирської областей УРСР та України з адміністративним центром у с. Кириївка.

## Населені пункти
Сільській раді були підпорядковані населені пункти:
- с. Кириївка
- с. Авратин

## Населення
Кількість населення ради, станом на 1923 рік, становила 2 100 осіб, кількість дворів — 420.
Відповідно до перепису населення СРСР, станом на 17 грудня 1926 року, чисельність населення ради становила 1 086 осіб, з них, за статтю: чоловіків — 514, жінок — 572; етнічний склад: українців — 1 086. Кількість господарств — 244, з них, несільського типу — 3.
Відповідно до результатів перепису населення СРСР, кількість населення ради, станом на 12 січня 1989 року, становила 1 171 особу.
Станом на 5 грудня 2001 року, відповідно до перепису населення України, кількість мешканців сільської ради становила 1 021 особу.

## Склад ради
Рада складалась з 16 депутатів та голови.

## Керівний склад сільської ради
| ПІБ                        | Основні відомості                                                                       | Дата обрання | Дата звільнення |
| -------------------------- | --------------------------------------------------------------------------------------- | ------------ | --------------- |
| Остріцький Іван Едуардович | Сільський голова, 1948 року народження, освіта, безпартійний                            | 26.03.2006   | 31.10.2010      |
| Лінійчук Тетяна Дмитрівна  | Сільський голова, 1966 року народження, освіта середня спеціальна, член Партії регіонів | 31.10.2010   |                 |

Примітка: таблиця складена за даними джерела

## Історія
Раду було утворено в 1923 році в складі сіл Авратин та Кириївка Мотовилівської волості Полонського повіту Волинської губернії. Станом на 15 червня 1926 року в складі ради знаходився хутір Козубських. 26 червня 1926 року с. Кириївка увійшла до складу новоствореної Кириївської сільської ради Любарського району, котра була ліквідована 11 серпня 1954 року з повторним підпорядкуванням Кириївки до Авратинської сільської ради.
Станом на 1 вересня 1946 року сільська рада входила до складу Любарського району Житомирської області, на обліку в раді перебувало с. Авратин.
Станом на 1 січня 1972 року сільська рада входила до складу Любарського району Житомирської області, до складу ради входили села Авратин та Кириївка.
18 березня 2010 року, відповідно до рішення Житомирської обласної ради, адміністративний центр ради було перенесено до с. Кириївка без зміни назви ради.
Припинила існування 20 листопада 2017 року у зв'язку з об'єднанням до складу Любарської селищної територіальної громади Житомирської області.
Входила до складу Любарського (7.03.1923 р., 4.01.1965 р.) та Дзержинського (30.12.1962 р.) районів.